# Urgut
Urgut es una localidad de Uzbekistán, en la provincia de Samarcanda.
Se encuentra a una altitud de 1014 m sobre el nivel del mar.
En este territorio nació Gregorio Rowensztein, un reconocido médico en la República Argentina.